# Барановський Микола Тимофійович
Барановський Микола Тимофійович (нар. 31 серпня 1927, с. Жабоч Потіївського району, нині Малинського району Житомирської області, СРСР — 4 грудня 1996, Суми, м. Україна) — український науковець, економіст доктор економічних наук, професор.

## Біографія
Народився 31 серпня 1927 року в с. Жабоч Потіївського району, нині Малинського району Житомирської області.
Навчався у Львівському університеті (1947–49), Київському фінансово-економічному інституті (1953– 58).
Очолював навчально-виробничий обчислювальний центр у Києві (1958– 62). Працював заступником начальника відділу математичних методів і засобів рахунку НДІ Держплану УРСР (1962–64); старшим викладачем кафедри економіко-математичних методів і обчислювальнох техніки (1964– 67), доцент (1967–69), виконучий ообовязки завідуючого кафедрою механізованої обробки інформації (1969–78) Української сільськогосподарської академії; професор кафедри економічних дисциплін Сумського філіалу Харківського сільськогосподарського інституту ім. В. В. Докучаєва (1978–90); професор кафедри кібернетики та інформатики Сумського сільськогосподарського інституту (1990–96).
Помер 4 грудня 1996 року. Похований в смт. Ворзель, Київської області.

## Підручники
- Організація механізованого обліку: Курс лекцій. К., 1968; ,
- Система экономической информации: Учеб. пособ. К., 1971 (співавт.); ,
- Вступ до теорії інтегрованого опрацювання інформації сільськогосподарських підприємств. К., 1972; ,
- Організація машинного перетворення економічної інформації у сільському господарстві: Посіб. К., 1980 (співавт.);
- Автоматизированная обработка экономической информации: Учеб. Москва, 1991 (співавт.).